# Megachile opaculina
Megachile opaculina är en biart som beskrevs av Cockerell 1937. Megachile opaculina ingår i släktet tapetserarbin, och familjen buksamlarbin. Inga underarter finns listade i Catalogue of Life.